# Kvalifikace na Mistrovství světa ve fotbale 1982 (CONCACAF)
Kvalifikace na Mistrovství světa ve fotbale 1982 zóny CONCACAF určila dva postupující na Mistrovství světa ve fotbale 1982.
Kvalifikace zóny CONCACAF se hrála v rámci Mistrovství ve fotbale zemí CONCACAF 1981. V první fázi bylo 15 týmů rozděleno do tří skupin podle geografických kritérií. Severoamerické zóny se zúčastnily 3 týmy, které se utkaly dvoukolově každý s každým doma a venku. První dva týmy postoupily do finálové fáze. Ve středdoamerické zóně se pětice týmů utkala dvoukolově každý s každým doma a venku a první dva týmy postoupily do finálové fáze. V karibské zóně se nejprve dvojice nejníže nasazených týmů utkala v předkole hraném systémem doma a venku. Ve skupinové fázi byla šestice týmů rozlosována do dvou skupin po šesti, ve kterých se utkal každý s každým dvoukolově doma a venku. Vítězové obou skupin postoupila do finálové fáze. V ní se šestice týmů utkala jednokolově každý s každým na centralizovaném místě. První dva týmy postoupily na MS.

## První fáze

### Severoamerická zóna
| Poř. | Tým    | B | Z | V | R | P | VG | IG | +/- |
| ---- | ------ | - | - | - | - | - | -- | -- | --- |
| 1    | Kanada | 5 | 4 | 1 | 3 | 0 | 4  | 3  | 1   |
| 2    | Mexiko | 4 | 4 | 1 | 2 | 1 | 8  | 5  | 3   |
| 3    | USA    | 3 | 4 | 1 | 1 | 2 | 4  | 8  | -4  |

| Datum                               | Domácí | Výsledek | Hosté  |
| ----------------------------------- | ------ | -------- | ------ |
| 18. října 1980, Toronto             | Kanada | 1 – 1    | Mexiko |
| 25. října 1980, Fort Lauderdale     | USA    | 0 – 0    | Kanada |
| 1. listopadu 1980, Vancouver        | Kanada | 2 – 1    | USA    |
| 9. listopadu 1980, Mexico City      | Mexiko | 5 – 1    | USA    |
| 16. listopadu 1980, Mexico City     | Mexiko | 1 – 1    | Kanada |
| 23. listopadu 1980, Fort Lauderdale | USA    | 2 – 1    | Mexiko |

Týmy Kanada a Mexiko postoupily do finálové fáze.

### Středoamerická zóna
| Poř. | Tým       | B  | Z | V | R | P | VG | IG | +/- |
| ---- | --------- | -- | - | - | - | - | -- | -- | --- |
| 1    | Honduras  | 12 | 8 | 5 | 2 | 1 | 15 | 5  | 10  |
| 2    | Salvador  | 12 | 8 | 5 | 2 | 1 | 12 | 5  | 7   |
| 3    | Guatemala | 9  | 8 | 3 | 3 | 2 | 10 | 2  | 8   |
| 4    | Kostarika | 6  | 8 | 1 | 4 | 3 | 6  | 10 | -4  |
| 5    | Panama    | 1  | 8 | 0 | 1 | 7 | 3  | 24 | -21 |

| Datum                              | Domácí    | Výsledek | Hosté     |
| ---------------------------------- | --------- | -------- | --------- |
| 2. července 1980, Panama City      | Panama    | 0 – 2    | Guatemala |
| 30. července 1980, Panama City     | Panama    | 0 – 2    | Honduras  |
| 10. srpna 1980, Panama City        | Panama    | 1 – 1    | Kostarika |
| 24. srpna 1980, Panama City        | Panama    | 1 – 3    | Salvador  |
| 1. října 1980, San José            | Kostarika | 2 – 3    | Honduras  |
| 5. října 1980, San Salvador        | Salvador  | 4 – 1    | Panama    |
| 12. října 1980, Guatemala City     | Guatemala | 0 – 0    | Kostarika |
| 26. října 1980, Tegucigalpa        | Honduras  | 0 – 0    | Guatemala |
| 26. října 1980, San Salvador       | Salvador  | 2 – 0*   | Kostarika |
| 5. listopadu 1980, San José        | Kostarika | 2 – 0    | Panama    |
| 9. listopadu 1980, Guatemala City  | Guatemala | 0 – 0    | Salvador  |
| 16. listopadu 1980, Guatemala City | Guatemala | 5 – 0    | Panama    |
| 16. listopadu 1980, Tegucigalpa    | Honduras  | 1 – 1    | Kostarika |
| 23. listopadu 1980, San Salvador   | Salvador  | 2 – 1    | Honduras  |
| 26. listopadu 1980, San José       | Kostarika | 0 – 3    | Guatemala |
| 30. listopadu 1980, Tegucigalpa    | Honduras  | 2 – 0    | Salvador  |
| 7. prosince 1980, Guatemala City   | Guatemala | 0 – 1    | Honduras  |
| 10. prosince 1980, San José        | Kostarika | 0 – 0    | Salvador  |
| 14. prosince 1980, Tegucigalpa     | Honduras  | 5 – 0    | Panama    |
| 21. prosince 1980, San Salvador    | Salvador  | 1 – 0    | Guatemala |

(*)Kostarika vzdala, zápas byl tudíž zkontumován výsledkem 2:0.
Týmy Honduras a Salvador postoupily do finálové fáze.

### Karibská zóna

#### Předkolo
| Datum                          | Domácí  | Výsledek | Hosté   |
| ------------------------------ | ------- | -------- | ------- |
| 30. března 1980, Georgetown    | Guyana  | 5 – 2    | Grenada |
| 13. dubna 1980, Saint George's | Grenada | 2 – 3    | Guyana  |

Guyana postoupila do skupiny A díky celkovému vítězství 8-4.

#### Skupina A
| Poř. | Tým     | B | Z | V | R | P | VG | IG | +/- |
| ---- | ------- | - | - | - | - | - | -- | -- | --- |
| 1    | Kuba    | 7 | 4 | 3 | 1 | 0 | 7  | 0  | 7   |
| 2    | Surinam | 5 | 4 | 2 | 1 | 1 | 5  | 3  | 2   |
| 3    | Guyana  | 0 | 4 | 0 | 0 | 4 | 0  | 9  | -9  |

| Datum                      | Domácí  | Výsledek | Hosté   |
| -------------------------- | ------- | -------- | ------- |
| 17. srpna 1980, Havana     | Kuba    | 3 – 0    | Surinam |
| 7. září 1980, Paramaribo   | Surinam | 0 – 0    | Kuba    |
| 28. září 1980, Georgetown  | Guyana  | 0 – 1    | Surinam |
| 12. října 1980, Paramaribo | Surinam | 4 – 0    | Guyana  |
| 9. listopadu 1980, Havana  | Kuba    | 1 – 0    | Guyana  |
| 30. listopadu 1980, Linden | Guyana  | 0 – 3    | Kuba    |

Kuba postoupila do finálové fáze.

#### Skupina B
| Poř. | Tým               | B | Z | V | R | P | VG | IG | +/- |
| ---- | ----------------- | - | - | - | - | - | -- | -- | --- |
| 1    | Haiti             | 5 | 4 | 2 | 1 | 1 | 4  | 2  | 2   |
| 2    | Trinidad a Tobago | 4 | 4 | 1 | 2 | 1 | 1  | 2  | -1  |
| 3    | Nizozemské Antily | 3 | 4 | 0 | 3 | 1 | 1  | 2  | -1  |

| Datum                            | Domácí            | Výsledek | Hosté             |
| -------------------------------- | ----------------- | -------- | ----------------- |
| 1. srpna 1980, Port au Prince    | Haiti             | 2 – 0    | Trinidad a Tobago |
| 17. srpna 1980, San Fernando     | Trinidad a Tobago | 1 – 0    | Haiti             |
| 12. září 1980, Port au Prince    | Haiti             | 1 – 0    | Nizozemské Antily |
| 9. listopadu 1980, Port of Spain | Trinidad a Tobago | 0 – 0    | Nizozemské Antily |
| 29. listopadu 1980, Willemstad   | Nizozemské Antily | 0 – 0    | Trinidad a Tobago |
| 12. prosince 1980, Willemstad    | Nizozemské Antily | 1 – 1    | Haiti             |

Haiti postoupilo do finálové fáze.

## Finálová fáze
| Poř. | Tým      | B | Z | V | R | P | VG | IG | +/- |
| ---- | -------- | - | - | - | - | - | -- | -- | --- |
| 1    | Honduras | 8 | 5 | 3 | 2 | 0 | 8  | 1  | 7   |
| 2    | Salvador | 6 | 5 | 2 | 2 | 1 | 2  | 1  | 1   |
| 3    | Mexiko   | 5 | 5 | 1 | 3 | 1 | 6  | 3  | 3   |
| 4    | Kanada   | 5 | 5 | 1 | 3 | 1 | 6  | 6  | 0   |
| 5    | Kuba     | 4 | 5 | 1 | 2 | 2 | 4  | 8  | -4  |
| 6    | Haiti    | 2 | 5 | 0 | 2 | 3 | 2  | 9  | -7  |

| Datum              | Domácí   | Výsledek | Hosté    |
| ------------------ | -------- | -------- | -------- |
| 1. listopadu 1981  | Kuba     | 0 – 4    | Mexiko   |
| 2. listopadu 1981  | Kanada   | 1 – 0    | Salvador |
| 3. listopadu 1981  | Honduras | 4 – 0    | Haiti    |
| 6. listopadu 1981  | Kanada   | 1 – 1    | Haiti    |
| 6. listopadu 1981  | Salvador | 1 – 0    | Mexiko   |
| 8. listopadu 1981  | Honduras | 2 – 0    | Kuba     |
| 11. listopadu 1981 | Kuba     | 0 – 0    | Salvador |
| 11. listopadu 1981 | Haiti    | 1 – 1    | Mexiko   |
| 12. listopadu 1981 | Honduras | 2 – 1    | Kanada   |
| 15. listopadu 1981 | Kuba     | 2 – 0    | Haiti    |
| 15. listopadu 1981 | Kanada   | 1 – 1    | Mexiko   |
| 16. listopadu 1981 | Honduras | 0 – 0    | Salvador |
| 19. listopadu 1981 | Salvador | 1 – 0    | Haiti    |
| 21. listopadu 1981 | Kanada   | 2 – 2    | Kuba     |
| 22. listopadu 1981 | Honduras | 0 – 0    | Mexiko   |

Týmy Honduras a Salvador postoupily na Mistrovství světa ve fotbale 1982.